# Fort Tryon Park
Fort Tryon Park est un parc public de la ville de New York, situé dans le quartier de Washington Heights, dans le nord de l'arrondissement de Manhattan. Sa surface est de 270 000 m2.
On a vue sur l'Hudson, le pont George-Washington, les New Jersey Palisades et la Harlem River. C'est dans ce parc que s'est installé The Cloisters — un musée faisant partie du Metropolitan Museum of Art — spécialisé dans la culture et l'art médiéval, et qui a pour particularité de présenter d'authentiques cloîtres européens, transportés et reconstruits pierre par pierre.

## Histoire
À l'emplacement du parc, au Fort Tryon s'est déroulée une des batailles de la guerre d'indépendance des États-Unis. Le 16 novembre 1776, 600 partisans américains ont tenté de s'opposer à 4 000 mercenaires germaniques venus de Hesse, à la solde du Royaume de Grande-Bretagne. Margaret Corbin, blessée durant l'affrontement, fut la première femme à porter les armes durant ce conflit. Les Britanniques emportèrent la victoire, et le fort fut rebaptisé en l'honneur de William Tryon, le dernier gouverneur britannique de la colonie de New York.
Le parc devint ultérieurement la propriété de plusieurs riches américains, dont le Dr Samuel Watkins, fondateur de Watkins Glen, le général Daniel Butterfield, Boss Tweed et C. K. G. Billings. John Davison Rockefeller Junior a acheté le domaine à Billings en 1917. Il a chargé Frederick Law Olmsted, Jr, le fils du concepteur de Central Park, d'aménager un parc dans le but de l'offrir à la municipalité de New York. Les travaux se déroulèrent pendant la Grande Dépression et fournirent de nombreux emplois. Le projet incluait notamment la construction de la station de métro de la 190e rue sur la IND Eighth Avenue Line. La réalisation du parc s'acheva en 1935. On y trouve de nombreuses plantations, notamment un jardin de bruyères.
Dans les années 1970, la municipalité (New York City Department of Parks and Recreation) ayant abandonné l'entretien du parc, il devint un refuge pour les sans-abris, les prostituées et les revendeurs de drogue. En 1995, sous l'impulsion de Bette Midler, l'association New York Restoration Project en a pris le contrôle et l'a entièrement rénové.
Une partie du film de Don Siegel, Un shérif à New York (Coogan's Bluff, 1968, avec Clint Eastwood) a été tourné à Fort Tryon (notamment la scène finale).

## Galerie

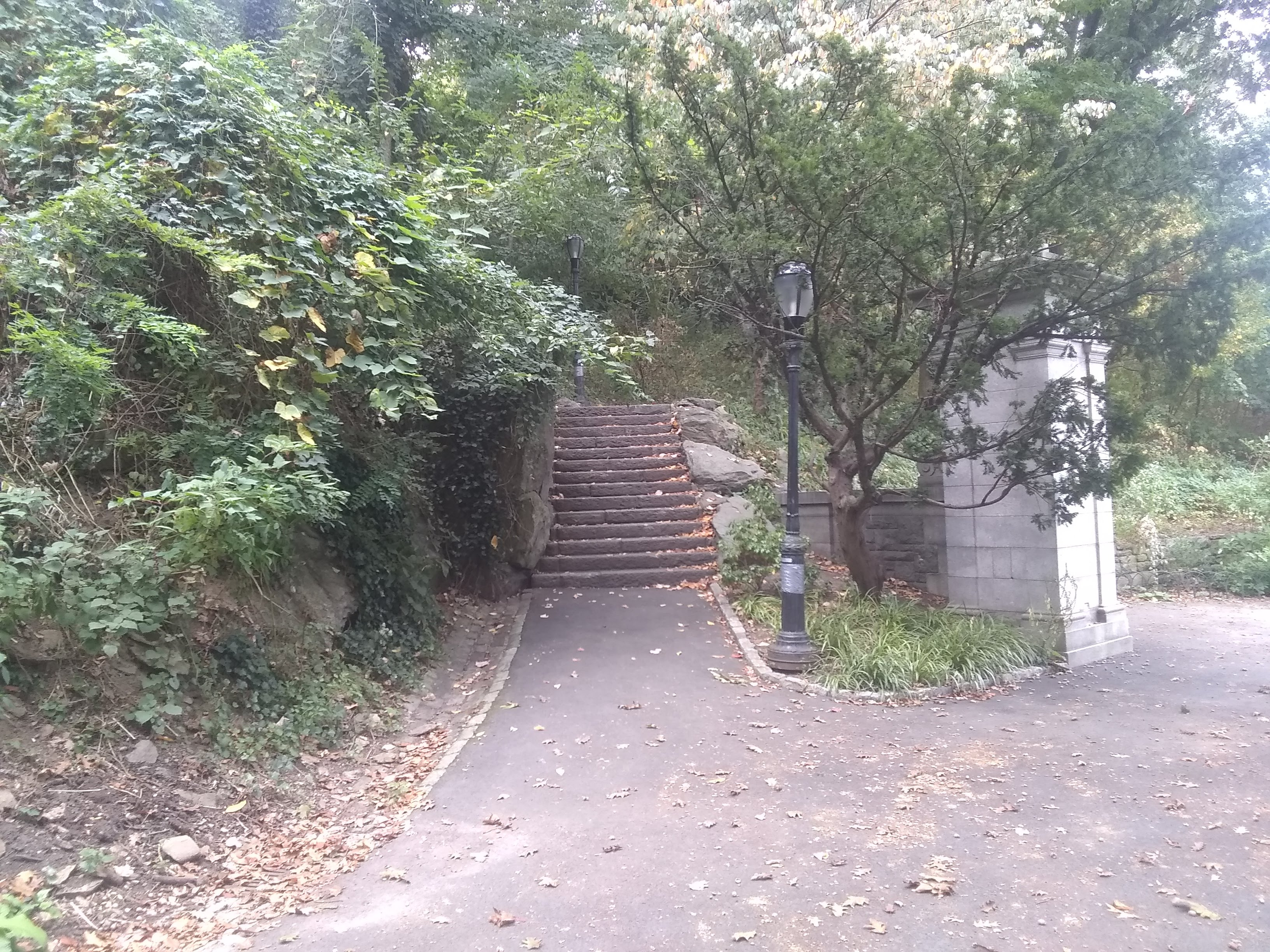
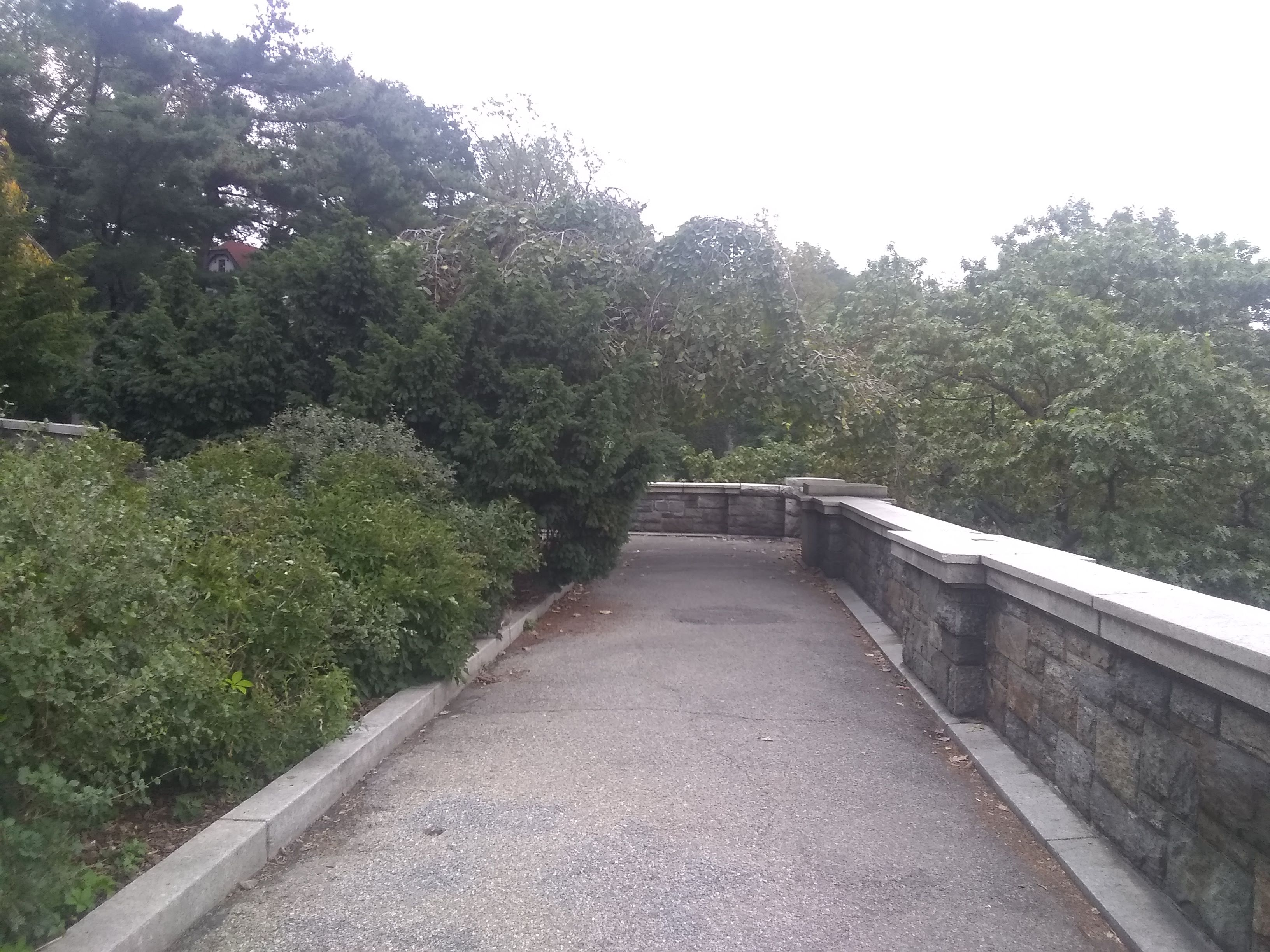
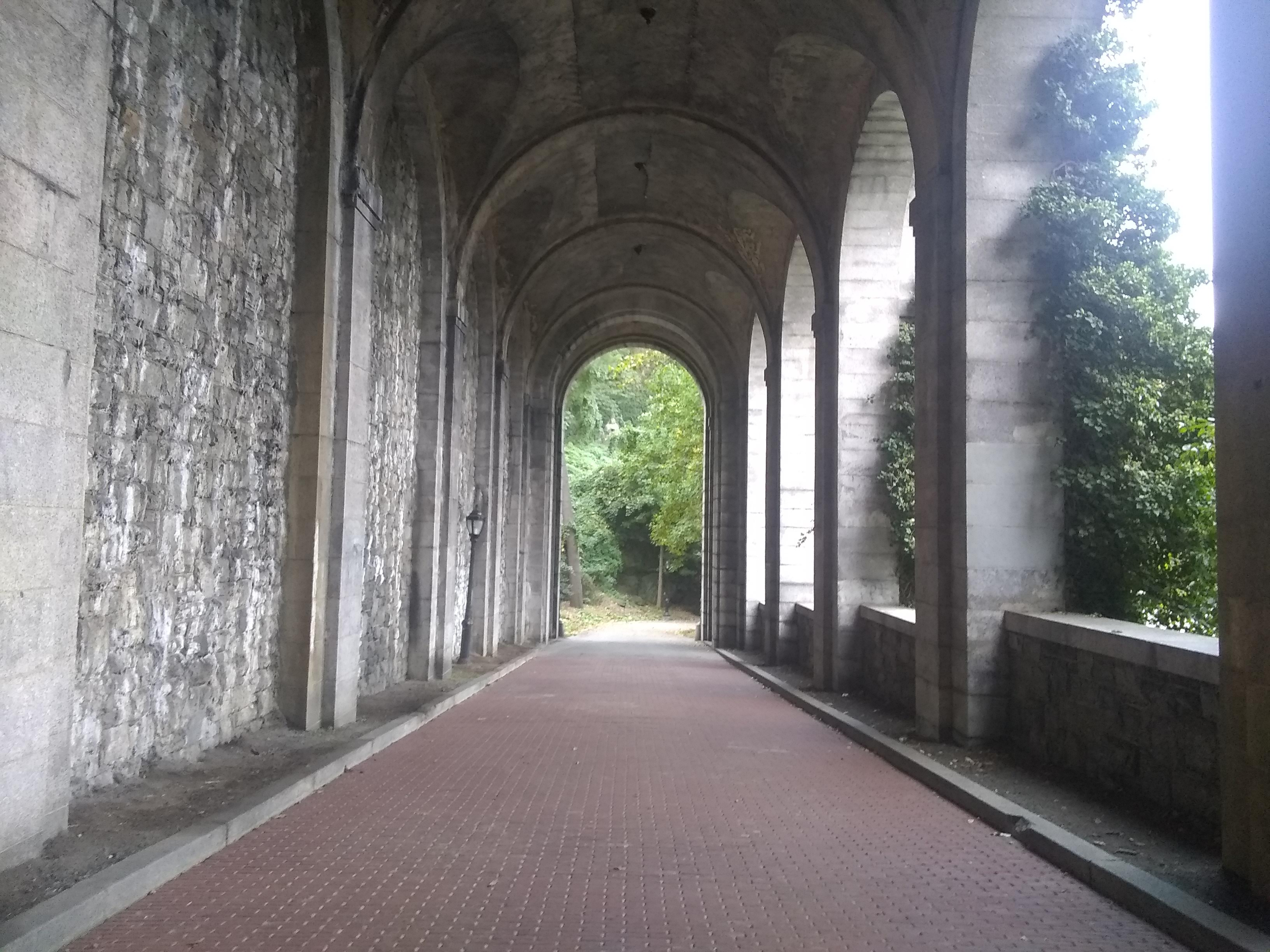
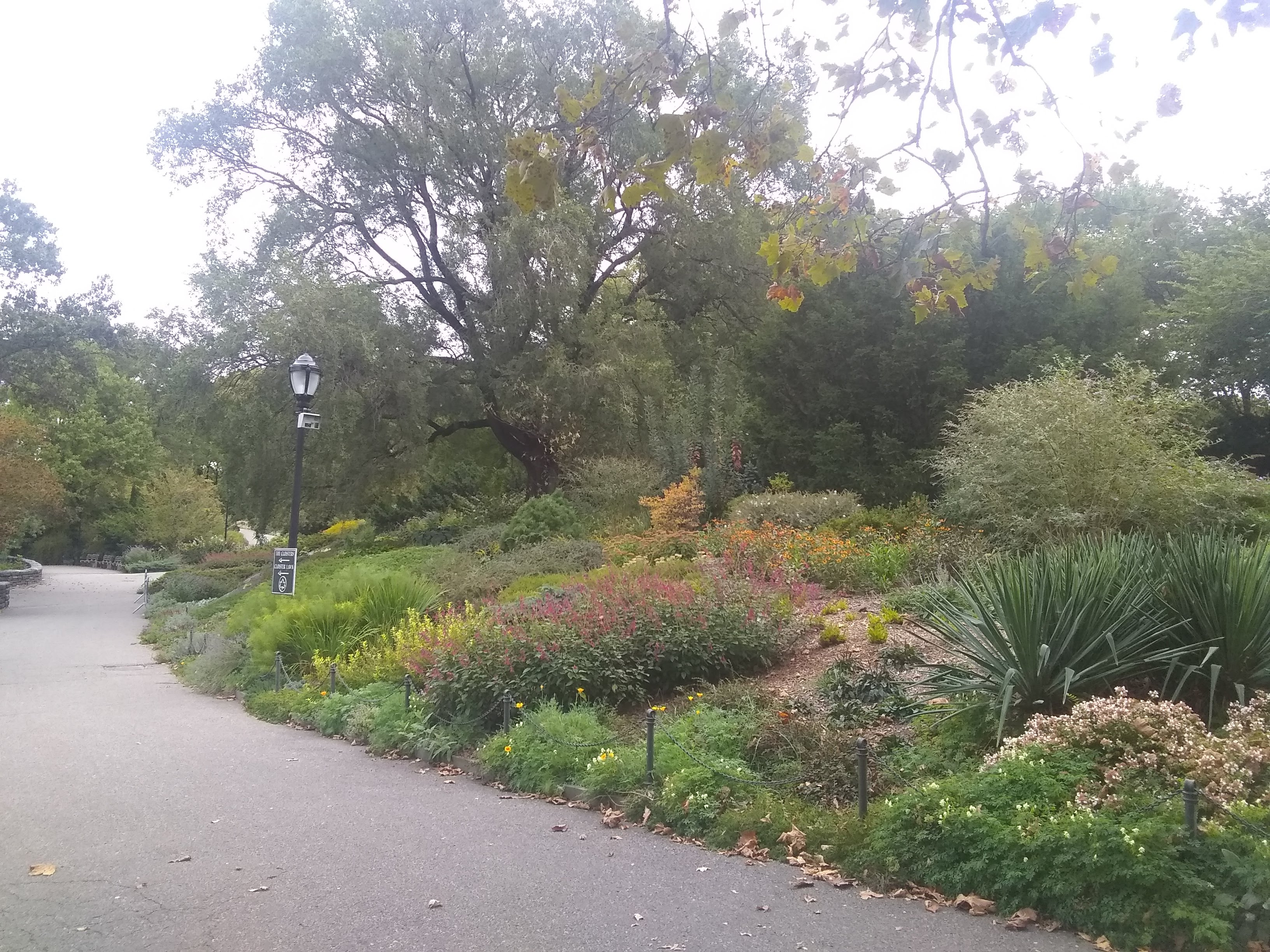
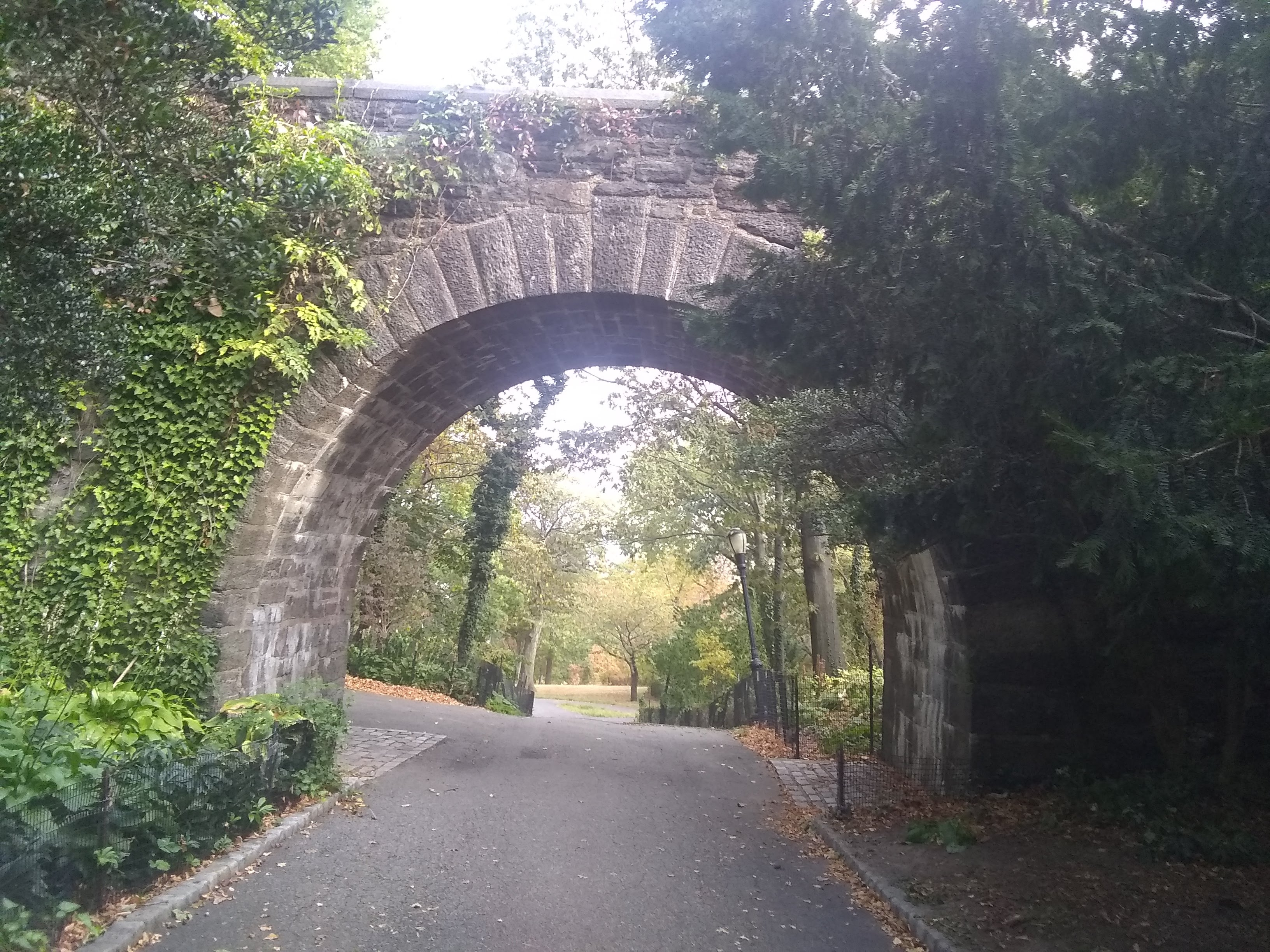